# Denis Ciobotariu
Denis Ciobotariu (Bucarest, 10 giugno 1998) è un calciatore rumeno, difensore del Rapid Bucarest.

## Biografia
È il figlio dell'allenatore ed ex calciatore Liviu Ciobotariu.

## Carriera

### Club
Ha giocato nella prima divisione rumena.

### Nazionale
Ha giocato nelle nazionali giovanili rumene Under-18, Under-19 ed Under-21. Con quest'ultima nazionale nel 2021 ha anche partecipato agli Europei di categoria.
Il 15 marzo 2025 viene convocato per la prima volta dalla nazionale maggiore, con cui ha esordito nove giorni dopo nel successo per 1-5 in casa di San Marino.

## Statistiche

### Presenze e reti nei club
Statistiche aggiornate al 2 luglio 2025
| Stagione               | Squadra                | Campionato             | Campionato | Campionato | Coppe nazionali | Coppe nazionali | Coppe nazionali | Coppe continentali | Coppe continentali | Coppe continentali | Altre coppe | Altre coppe | Altre coppe | Totale | Totale | Totale |
| Stagione               | Squadra                | Comp                   | Pres       | Reti       | Comp            | Pres            | Reti            | Comp               | Pres               | Reti               | Comp        | Pres        | Reti        | Pres   | Reti   |        |
| ---------------------- | ---------------------- | ---------------------- | ---------- | ---------- | --------------- | --------------- | --------------- | ------------------ | ------------------ | ------------------ | ----------- | ----------- | ----------- | ------ | ------ | ------ |
| 2017-2018              | Chindia Târgoviște     | L2                     | 32+2       | 2+1        | CR              | 2               | 0               | -                  | -                  | -                  | -           | -           | -           | 36     | 3      |        |
| 2018-2019              | Dinamo Bucarest        | L1                     | 16         | 0          | CR              | 2               | 0               | -                  | -                  | -                  | -           | -           | -           | 18     | 0      |        |
| 2019-gen. 2020         | Dinamo Bucarest        | L1                     | 18         | 2          | CR              | 2               | 0               | -                  | -                  | -                  | -           | -           | -           | 20     | 2      |        |
| Totale Dinamo Bucarest | Totale Dinamo Bucarest | Totale Dinamo Bucarest | 34         | 3          |                 | 4               | 0               |                    | -                  | -                  |             | -           | -           | 38     | 3      |        |
| gen.-giu. 2020         | CFR Cluj               | L1                     | 1          | 0          | CR              | -               | -               | UCL+UEL            | -                  | -                  | SR          | -           | -           | 1      | 0      |        |
| 2020-2021              | CFR Cluj               | L1                     | 11         | 1          | CR              | 1               | 0               | UEL                | 1                  | 0                  | SR          | 1           | 0           | 14     | 1      |        |
| 2021-gen. 2022         | CFR Cluj               | L1                     | 6          | 0          | CR              | 1               | 0               | UCL+UEL+UECL       | 0+2+0              | 0                  |             | -           | -           | 9      | 0      |        |
| Totale CFR Cluj        | Totale CFR Cluj        | Totale CFR Cluj        | 18         | 1          |                 | 2               | 0               |                    | 3                  | 0                  |             | 1           | 0           | 24     | 0      |        |
| gen.-giu. 2022         | Voluntari              | L1                     | 13         | 1          | CR              | 3               | 0               | -                  | -                  | -                  | -           | -           | -           | 16     | 1      |        |
| 2022-2023              | Sepsi                  | L1                     | 28         | 2          | CR              | 5               | 0               | UECL               | 2                  | 0                  | SR          | 0           | 0           | 35     | 2      |        |
| 2023-2024              | Sepsi                  | L1                     | 35         | 1          | CR              | 2               | 1               | UECL               | 6                  | 0                  | SR          | 1           | 0           | 44     | 2      |        |
| 2024-gen. 2025         | Sepsi                  | L1                     | 21         | 2          | CR              | -               | -               | -                  | -                  | -                  | -           | -           | -           | 21     | 2      |        |
| Totale Sepsi           | Totale Sepsi           | Totale Sepsi           | 84         | 5          |                 | 7               | 1               |                    | 8                  | 0                  |             | 1           | 0           | 100    | 6      |        |
| gen.-giu. 2025         | Rapid Bucarest         | L1                     | 18         | 3          | CR              | 2               | 0               | -                  | -                  | -                  | -           | -           | -           | 20     | 3      |        |
| 2025-2026              | Rapid Bucarest         | L1                     | 0          | 0          | CR              | 0               | 0               | -                  | -                  | -                  | -           | -           | -           | 0      | 0      |        |
| Totale carriera        | Totale carriera        | Totale carriera        | 201        | 15         |                 | 20              | 1               |                    | 11                 | 0                  |             | 2           | 0           | 234    | 16     |        |

### Cronologia presenze e reti in nazionale
| Cronologia completa delle presenze e delle reti in nazionale ― Romania | Cronologia completa delle presenze e delle reti in nazionale ― Romania | Cronologia completa delle presenze e delle reti in nazionale ― Romania | Cronologia completa delle presenze e delle reti in nazionale ― Romania | Cronologia completa delle presenze e delle reti in nazionale ― Romania | Cronologia completa delle presenze e delle reti in nazionale ― Romania | Cronologia completa delle presenze e delle reti in nazionale ― Romania | Cronologia completa delle presenze e delle reti in nazionale ― Romania |
| Data                                                                   | Città                                                                  | In casa                                                                | Risultato                                                              | Ospiti                                                                 | Competizione                                                           | Reti                                                                   | Note                                                                   |
| ---------------------------------------------------------------------- | ---------------------------------------------------------------------- | ---------------------------------------------------------------------- | ---------------------------------------------------------------------- | ---------------------------------------------------------------------- | ---------------------------------------------------------------------- | ---------------------------------------------------------------------- | ---------------------------------------------------------------------- |
| 24-3-2025                                                              | Serravalle                                                             | San Marino                                                             | 1 – 5                                                                  | Romania                                                                | Qual. Mondiali 2026                                                    | -                                                                      | 61’                                                                    |
| Totale                                                                 |                                                                        | Presenze                                                               | 1                                                                      |                                                                        | Reti                                                                   | 0                                                                      |                                                                        |

## Palmarès

### Club

#### Competizioni nazionali
- Campionato rumeno: 2

CFR Cluj: 2019-2020, 2020-2021
- Supercoppa di Romania: 3

CFR Cluj: 2020
Sepsi: 2022, 2023
- Coppa di Romania: 1

Sepsi: 2022-2023